# Autostrada A33 (Włochy)
Autostrada A33 (Włochy) (wł. Autostrada Asti-Cuneo) – płatna autostrada w zachodnich Włoszech łącząca Asti z Cuneo w Piemoncie. Koncepcja budowy trasy powstała w 1998 roku. Docelowo arteria ma być długa 88 km.
Magistrala jest częścią drogi europejskiej E74. Autostradą zarządza spółka "Autostrada Asti-Cuneo S.p.A.".
Przebieg autostrady jest podzielony na dwa odcinki: pierwszy ma stanowić obwodnice Cuneo, natomiast drugi będzie łączyć Rocca Schiavino z Roddi.